# Enercoop
Enercoop – francuski dostawca energii, korzystający jedynie z energii odnawialnej. Jest to jedyna firma działająca na zasadzie spółdzielni. Jej założyciele to ludzie działający w Greenpeace oraz innych wiodących organizacjach ekologicznych oraz tych zajmujących się etyczną ekonomią.

## Historia
Enercoop został założony w 2005 i początkowo klientami firmy były jedynie inne przedsiębiorstwa. W lipcu 2007 francuski rynek energetyczny otworzył się również na klientów indywidualnych. W sierpniu 2009 Enercoop miał w sumie 4200 klientów, ale do maja 2011 miał ich już 8000.
Celem Enercoop jest stworzenie wielu regionalnych spółdzielni energetycznych we Francji, w których jej lokalni członkowie będą brali udział we wszystkich procesach od produkcji aż po konsumpcję energii elektrycznej. W ten sposób Enercoop chce sprawić, aby obywatele stali się odpowiedzialni za zużycie energii.